# Métrolinie 19 (Paris)
Die Linie 19 der Pariser Métro ist eine mit Zeithorizont 2040 geplante Linie im Rahmen des Grand Paris Express.
Wegen der schlechten Anbindung an das Département Val-d’Oise kam von dort Kritik am Projekt des Grand Paris Express. Als Reaktion gab die Präsidentin der Region Île-de-France, Valérie Pécresse, am 3. April 2023 die Aufnahme einer zusätzlichen Linie 19 in deren Entwicklungsplan bekannt. Sie wurde am 22. November 2023 offiziell angekündigt. Die notwendige Neubautrasse soll vom zukünftigen Bahnhof der Linie 15 Nanterre-La Folie im Westen des Geschäftsviertels La Défense zum zukünftigen Bahnhof der Linie 17 Triangle de Gonesse führen. Die im Detail noch festzulegende 25 bis 30 Kilometer lange Trasse deutlich nördlich der bisher in Bau befindlichen Linien soll 9 bis 11 Stationen in einem Einzugsgebiet von rund 650.000 Einwohnern und 450.000 Arbeitsplätzen bedienen. Sie soll die Wohngebiete des Departements Val-d’Oise, insbesondere Argenteuil, Val Parisis, Plaine Vallée, Roissy-en-France und Garges-lès-Gonesse anbinden.
Über ihre Neubautrasse hinaus soll sie westlich gemeinsam mit der Linie 15 zum Bahnhof La Défense und östlich zum Flughafen Paris-Charles-de-Gaulle zusammen mit der Linie 17 verkehren. Wie auch auf der Linie 17 sollen rund 54 Meter lange Zuggarnituren mit einer Kapazität von etwa 500 Passagieren zum Einsatz kommen.
Vorgesehen sind etwa sechs Jahre für Planungs- und Genehmigungsprozess sowie rund zehn Jahre Bauzeit.